# Comuna Pesnica
Pesnica (Občina Pesnica) este o comună din Slovenia, cu o populație de 7.244 de locuitori (2002).

## Localități
Dolnja Počehova, Dragučova, Drankovec, Flekušek, Gačnik, Jareninski Dol, Jareninski Vrh, Jelenče, Kušernik, Ložane, Mali Dol, Pernica, Pesnica pri Mariboru, Pesniški Dvor, Počenik, Polička vas, Polički Vrh, Ranca, Ročica, Slatenik, Spodnje Dobrenje, Spodnje Hlapje, Spodnji Jakobski Dol, Vajgen, Vosek, Vukovje, Vukovski Dol, Vukovski Vrh, Zgornje Hlapje, Zgornji Jakobski Dol